# Кайлаштіла
Кайлаштіла — газове родовище на північному сході Бангладеш.

## Характеристика
Родовище відноситься до північно-східного завершення Бенгальського нафтогазоносного басейну, відомого також як басейн Сурма (останній пов'язаний із западиною Сурма, товщина осадкових порід у якій досягає 20 км). Поклади вуглеводнів відносяться до групи формацій Сурма, котра сформувалась у міоцені — пліоцені в умовах чередування дельти із домінуючими припливами та мілководного моря. На Кайлаштілі виявлено три продуктивні зони, які залягають на глибинах від 2281 до 2990 метрів.
Газ родовища містить в основному метан (96,2 %), а також етан (2,6 %), пропан (0,7 %) та бутани (0,2 %). Невуглеводневі компоненти (азот, двоокис вуглецю) становлять лише 0,3 %.
Родовище відкрили у 1962 році, а видобуток тут почався у 1993-му. Станом на 2019 рік на Кайлаштілі пробурили 7 свердловин, 4 з яких знаходились у експлуатації. При цьому видобувні запаси (категорії 2Р — доведені та ймовірні) оцінювались у 78 млрд м3, з яких 20,2 млрд м3 вже були вилучені. Середньодобовий видобуток у 2019-му становив 1,6 млн м3 газу та біля 400 барелів конденсату.
Установка підготовки газу родовища Кайлаштіла вирізняється тим, що також може вилучати суміш гомологів метану (зріджених вуглеводневих газів).
Видача підготованого газу відбувається через газотранспортний коридор Кайлаштіла – Ашугандж.